# Al posto tuo (film)
Al posto tuo è un film del 2016 diretto da Max Croci.

## Trama
Luca Molteni e Rocco Fontana sono due direttori creativi di due aziende che producono sanitari. Il primo è un architetto, single per scelta, affascinante e donnaiolo, che vive in una casa di città completamente domotizzata, mentre l'altro è un geometra che vive in una casa di campagna, è sposato con Claudia e ha tre figli. Un giorno vengono convocati per essere informati che le due aziende per le quali lavorano sono prossime alla fusione. La sadica direttrice tedesca propone loro, per conquistare l'unico posto di responsabile nella nuova società, uno "scambio di vite": per una settimana dovranno scambiarsi la casa e adottare le stesse abitudini quotidiane dell'altro. Rocco nella nuova casa non si ambienta, non approfitta per darsi al cibo (a casa è perennemente messo a dieta dalla moglie perché in sovrappeso), ma, anzi, è triste perché lontano dalla famiglia e anche un po' geloso di Claudia. Luca, invece, abituato a mangiare cibi vegetariani e vegani, comincia a rifiutare i pasti dietetici che Claudia gli prepara e ad apprezzare la buona tavola. Conosce nuove persone, tra le quali Anna, la barista cugina di Rocco, che gli tiene testa non cadendogli ai piedi come è abituato con altre donne e con la quale inizia delle schermaglie amorose. Terminata la settimana, tra varie avventure, i due si presentano dalla direttrice per scoprire chi manterrà il posto di lavoro e per presentare i loro lavori a un imprenditore giapponese. Scoprono, però, che la nuova azienda che deve nascere non opererà in Italia, ma verrà trasferita all'estero. Sono stati presi in giro. Luca, espresso il suo disappunto, prende le sue cose e se ne va. Rocco fa un lungo discorso di protesta che viene tradotto all'uomo d'affari giapponese, a sua volta ignaro dei traffici della direttrice tedesca. Quest'ultimo, scoperta la verità e apprezzati i lavori di Rocco e Luca li assume entrambi. Rocco riferisce il tutto a Luca, con il quale ormai è divenuto amico e che dopo questa esperienza ha cominciato ad apprezzare le cose semplici e a scoprire i veri sentimenti, che si precipita da Anna, che sta per lasciare il paese, per dichiararle il suo amore.